# Ламбу (район)
Ламбу́ (індонез. Lambu) — один з 18 районів округу Біма провінції Західна Південно-Східна Нуса у складі Індонезії. Розташований у південно-східній частині. Адміністративний центр — село Калео.
Населення — 35157 осіб (2013; 34881 в 2012, 34280 в 2010).

## Адміністративний поділ
До складу району входять 13 сіл:
| Населений пункт   | Населення, осіб (2010) |
| ----------------- | ---------------------- |
| Калео, село       | 4463                   |
| Ламбу, село       | 1822                   |
| Ланта, село       | 2965                   |
| Ланта-Барат, село | 2009                   |
| Мангге, село      | 1348                   |
| Мелаю, село       | 2259                   |
| Нггелу, село      | 1387                   |
| Рато, село        | 4080                   |
| Сімапасаї, село   | 4654                   |
| Соро, село        | 4010                   |
| Сумі, село        | 3804                   |
| Упт-Баку, село    | 552                    |
| Хідіраса, село    | 927                    |